# Hirai Momo
Hirai Momo (Hangul: 히라이 모모, Hanja: 平井莫莫, Kanji: 平井桃, Kana: ひらい もも, Hán-Việt: Bình Tỉnh Đào, sinh ngày 9 tháng 11 năm 1996), thường được biết đến với nghệ danh Momo, là một nữ ca sĩ kiêm vũ công người Nhật Bản. Cô là thành viên của nhóm nhạc nữ Hàn Quốc Twice cùng với nhóm nhỏ MiSaMo do công ty JYP Entertainment thành lập và quản lý.

## Tiểu sử
Momo sinh ngày 9 tháng 11, 1996  tại Kyotanabe, Kyoto, Nhật Bản. Momo bắt đầu nhảy từ năm 3 tuổi và quyết định trở thành một ca sĩ vì Amuro Namie (một ca sĩ người Nhật) đã vào Kpop sau khi xem Rain và Lee Hyori.
Cô từng là thực tập sinh tại Step Out Dance Studio ở Nhật Bản.
Cô đã được một nhân viên của JYP Entertainment mời đến buổi thử giọng ngày 13 tháng 4 năm 2012 sau khi nhìn thấy đoạn video nhảy của cô và chị gái.

## Sự nghiệp

### Trước khi ra mắt
Momo sang Hàn Quốc năm 2012 làm thực tập sinh 3 năm cùng với thành viên Sana trước khi trở thành thành viên Twice, Momo đã tham gia một vai trong một số MV: Please don't go của Junho, Stop stop it của GOT7, Feel của Junho, Only you của Miss A và Rose (Japanese) của Wooyoung.
Cô từng là thành viên "Japanese Line" (dự án nhóm nhạc sẽ ra mắt tại Nhật của JYP Entertainment) cùng với các thành viên Sana, Mina và thực tập sinh cũ Sika. Tuy nhiên, sau đó Sika rời công ty nên nhóm đã không được ra mắt.

### 2015: Ra mắt với TWICE và các hoạt động cá nhân
Cô được công bố chính thức là một thành viên Twice thông qua chương trình SIXTEEN vào ngày 7 tháng 7 năm 2015 sau 4 năm làm thực tập sinh của JYP Entertainment (chương trình tuyển chọn giữa 16 thực tập sinh của JYP để được ra mắt).
Momo đảm nhận vai trò nhảy chính, dance break và là người chịu trách nhiệm các phần trình diễn của TWICE. Ngoài ra, cô còn có biệt hiệu là Dance Machine.

## Danh sách đĩa nhạc

### Tham gia viết bài hát
| Năm  | Bài hát             | Album         | Với                            |
| ---- | ------------------- | ------------- | ------------------------------ |
| 2018 | Shot Thru the Heart | Summer Nights | Sana, Mina                     |
| 2019 | Hot                 | Fancy You     | Kang Eun-jeong                 |
| 2019 | Love Foolish        | Feel Special  | Sim Eun Ji                     |
| 2019 | 21:29               | Feel Special  | Twice                          |
| 2022 | Celebrate           | Celebrate     | Twice                          |
| 2023 | Funny Valentine     | Masterpiece   | Yuka Matsumoto, Realmeee, EJAE |

## Danh sách phim

### Chương trình truyền hình
| Tên                               | Kênh        | Ghi chú                                               |
| --------------------------------- | ----------- | ----------------------------------------------------- |
| Sixteen                           | Mnet        | Tìm kiếm thành viên của Twice                         |
| TwiceTV                           | Naver TV    | Show truyền hình thực tế của Twice                    |
| TwiceTV2                          | Naver TV    | Show truyền hình thực tế của Twice                    |
| TwiceTV3                          | Naver TV    | Show truyền hình thực tế của Twice                    |
| After School Club                 | Ariang TV   | Tập 184                                               |
| Today's Room                      | Mnet        |                                                       |
| Pops in Seoul                     | Ariang      | Tập 3033                                              |
| Weekly Idol                       | MBC Every 1 | Tập 228                                               |
| My Little Television              | MBC         | Cùng với Sana, Mina, Tzuyu                            |
| The Boss is Watching              | SBS         |                                                       |
| People of Full Capacity           | MBC         | Tập 18                                                |
| Golden Bell Challenge             | KBS         | Tập 800                                               |
| Idol Star Athletics Championships | MBC         |                                                       |
| Twice's Private Life              | Mnet        |                                                       |
| Sister's Slam Dunk                | KBS         | Tập 6                                                 |
| Vitamin                           | KBS         | Tập 631                                               |
| TWICE TV BEGINS                   | V App       |                                                       |
| Weekly Idol                       | MBC Every 1 | Tập 246                                               |
| Knowing Brother                   | JTBC        | Tập 27, 76 cùng các thành viên Twice, tập 51 một mình |
| Weekly Idol                       | MBC         | Tập 261                                               |
| Weekly Idol                       | MBC         | Tập 262                                               |
| We will eat well                  | JTBC        |                                                       |
| Hit the stage                     | Mnet        | Tập 1,2 (Tập 4,5 cùng Mina)                           |
| Finding MOMOLAND                  | Mnet        | Cổ vũ cho Daisy - cựu thực tập sinh của JYP           |
| Idol Chef King                    | MBC         |                                                       |
| Weekly Idol                       | MBC Every 1 | Tập 274, 303, 304, 327                                |
| Running Man                       | SBS         | Tập 302                                               |
| Carefree Travelers                | JTBC        | Tập 44, 45, 46 - Việt Nam                             |
| Running Man                       | SBS         | Tập 398, 428, 560 - TWICE                             |
| Idol Room                         | JTBC        | Tập 10,26,47,48,69,70 - TWICE                         |
| Knowing Brother                   | JTBC        | Tập 152                                               |